# 杉山英司
杉山英司（1973年8月24日—），藝名小杉（スギちゃん），日本男性搞笑藝人。出身於愛知縣一宮市。所屬經紀公司是Sun Music製作。
原是搞笑二人組合機械犬的成員，2008年組合解散，之後成為單人藝人。曾嘗試過模仿田原俊彥的路線和巨乳女教師的路線，但都沒有成功。2012年1月參加R-1大賽，其「狂野」風格贏得好評，並獲得R-1亞軍，迅速爆紅。
無袖牛仔衫和牛仔短褲是他獨特的穿著風格。其口頭禪「很狂野吧」（ワイルドだろぉ）更獲得2012年新語、流行語大賞。

## 外部連結
- 官方檔案 （页面存档备份，存于）（Sun Music）
- 杉山英司的Facebook專頁
- 杉山英司的X（前Twitter）